# Nicolas Charles Oudinot
Nicolas Charles Oudinot (ur. 25 kwietnia 1767 w Bar-le-Duc, zm. 13 września 1847 w Paryżu) – książę Reggio, marszałek Francji.
Po służbie w stopniu sierżanta w armii królewskiej, został w roku 1792 wybrany na generała-pułkownika w ochotniczej rewolucyjnej armii Mozy. Od 1793 roku w armii regularnej. W czerwcu 1794 został generałem brygady. W 1795 roku dostał się do pruskiej niewoli.
W kampanii szwajcarskiej w 1799 roku był szefem sztabu korpusu André Massény. Mianowany przez Napoleona Bonaparte generalnym inspektorem piechoty, odznaczony został Krzyżem Wielkim Legii Honorowej. Został wybrany na członka izby deputowanych.
W kampanii 1805 roku stanął na czele dywizji grenadierów, która odegrała przełomową rolę w zdobyciu Wiednia i rozstrzygnęła bitwę pod Austerlitz. W 1807 roku pobił Rosjan w bitwie pod Ostrołęką, przyczynił się do zwycięstwa francuskiego w bitwie pod Frydlandem. Został gubernatorem Gdańska. W 1808 roku został gubernatorem Erfurtu i hrabią cesarstwa. W roku 1809 odznaczył się wyjątkową odwagą w bitwie pod Wagram, za co otrzymał rangę marszałka. W latach 1810–1812 kierował administracją włączonego do Francji Królestwa Holandii. W kampanii 1812 roku przeciwko Rosji dowodził II Korpusem Wielkiej Armii w sile 37 000 ludzi i 72 armat. Osłaniał odwrót wojsk francuskich w czasie przeprawy przez Berezynę. W 1813 roku brał udział w bitwach pod Lützen i Budziszynem, pobity w bitwie pod Großbeeren. Dowódca północnej grupy korpusów w sile 70 000 ludzi.
W 1814 roku, po abdykacji Napoleona, złożył przysięgę wierności Ludwikowi XVIII. W czasie stu dni pozostał wierny Burbonom. Podczas wojen napoleońskich był ranny 34 razy. W 1816 odznaczony Krzyżem Oficerskim Orderu Wojskowego Wilhelma.
W 1823 roku wyruszył na czele korpusu francuskiego, by stłumić rewolucję w Hiszpanii. Został gubernatorem Madrytu. Zmarł jako komendant zakładu dla weteranów wojennych.